# El silencio del agua
El silencio del agua (Khamosh pani)  dirigida por Sabiha Samur en 2003. y protagonizada por Kirron Kher, Aamir Malik, Arshad Mahmud, Salman Sahid

## Sinopsis
En el año 1979, en Charkhi, un pueblecito de Pakistán, Aïcha vive alegremente a sus cuarenta años aunque nunca habla de su pasado. Con la muerte de su marido su vida cambió bruscamente y se volcó en el cuidado de Salim, su hijo de 18 años, un joven dulce y soñador que está enamorado de Zoubida. Al mismo tiempo, el general Zia-ul-Haq acaba de tomar el poder en el país instaurando la ley marcial. Pakistán va camino de la islamización y Salim comienza a frecuentar a un grupo de fundamentalistas mientras se va olvidando de Zoubida. Su madre está preocupada por él y siente la necesidad de hacer algo, pero la llegada de un grupo de Sikhs indios, entre los que hay uno que busca a su hermana Virou, capturada por unos musulmanes en 1947, precipitará los acontecimientos y hará que el pasado salga a la luz.

## Comentarios
Una película que retrata el drama sufrido por muchas mujeres durante la división de India y Pakistán en 1947 a través de una historia particular. La pakistaní Sabiha Sumar dirige su primer largometraje de ficción (hasta ahora se había centrado en documentales de crítica social) protagonizado por Kirron Kher (premio a la mejor actriz en los festivales de Locarno y Ciudad del Cabo por este papel) que llega a España con dos años de retraso.